# 육조 시대
육조 시대(六朝時代, 229년 ~ 589년)는 중국 삼국 시대의 오나라, 동진 및 남조의 유송, 남제, 양나라와 진나라가 존속했던 기간을 모두 합한 시대이다. 
모두 현재의 난징시를 수도로 하였다. 난징은 당시엔 건업(建業), 건강(建康)이라고 불렸다. 양쯔강 하류의 양저우(揚州)를 정치와 경제의 중심지로 삼았으며, 중류의 징저우(荊州)를 군사상의 요지로 삼아 북조의 정권에 대항하였다는 공통점을 지니고 있다.
위진 남북조 시대와 거의 같은 시간과 공간을 포함하는데 원래 귀족문화인 궁중문학, 서도(書道)와 회화(繪畵) 등이 국가들을 달리하면서도 통일성을 지녔기 때문에 문화사적 시대 구분에 쓰인다.
한나라 시절에는 강남 일대에는 한나라의 형식적인 통치권 자체는 미쳤으나 미개발지역이 많았고 이민족들이 할거하여 발전이 더디었다. 그러나 육조 시대를 거치면서 산월족 등 강남 일대의 이민족이 한족에 의해 토벌되고 개발이 본격화됨으로써 중국 경제에서 중요한 지위를 점차 차지해나가게 되었다. 이후 강남이 화북의 경제력을 압도하게 되고 중국 경제의 중심부로 기능하게 되었다.

## 같이 보기
- 중국의 역사
- 난징시
- 삼국 시대 (중국)
- 진 (위진)
- 오호 십육국 시대
- 남북조 시대
- 남북조 시대